# Jaticempaka
Jaticempaka is een bestuurslaag in het regentschap Kota Bekasi van de provincie West-Java, Indonesië. Jaticempaka telt 56.270 inwoners (volkstelling 2010).